# Campylostelium saxicola
Campylostelium saxicola är en bladmossart som beskrevs av Bruch och W. P. Schimper in B.S.G. 1846. Campylostelium saxicola ingår i släktet Campylostelium och familjen Ptychomitriaceae. Inga underarter finns listade i Catalogue of Life.

## Bildgalleri

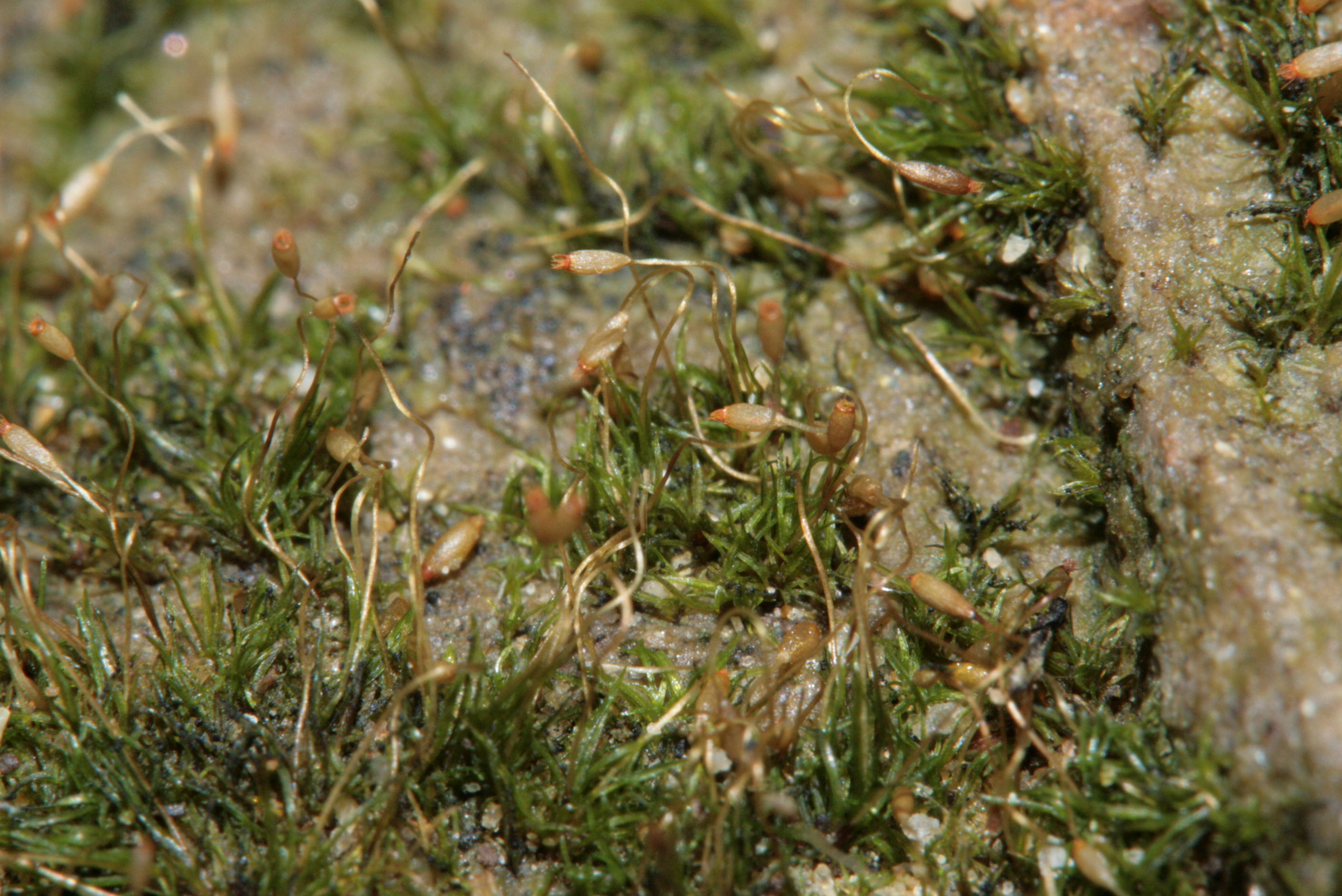
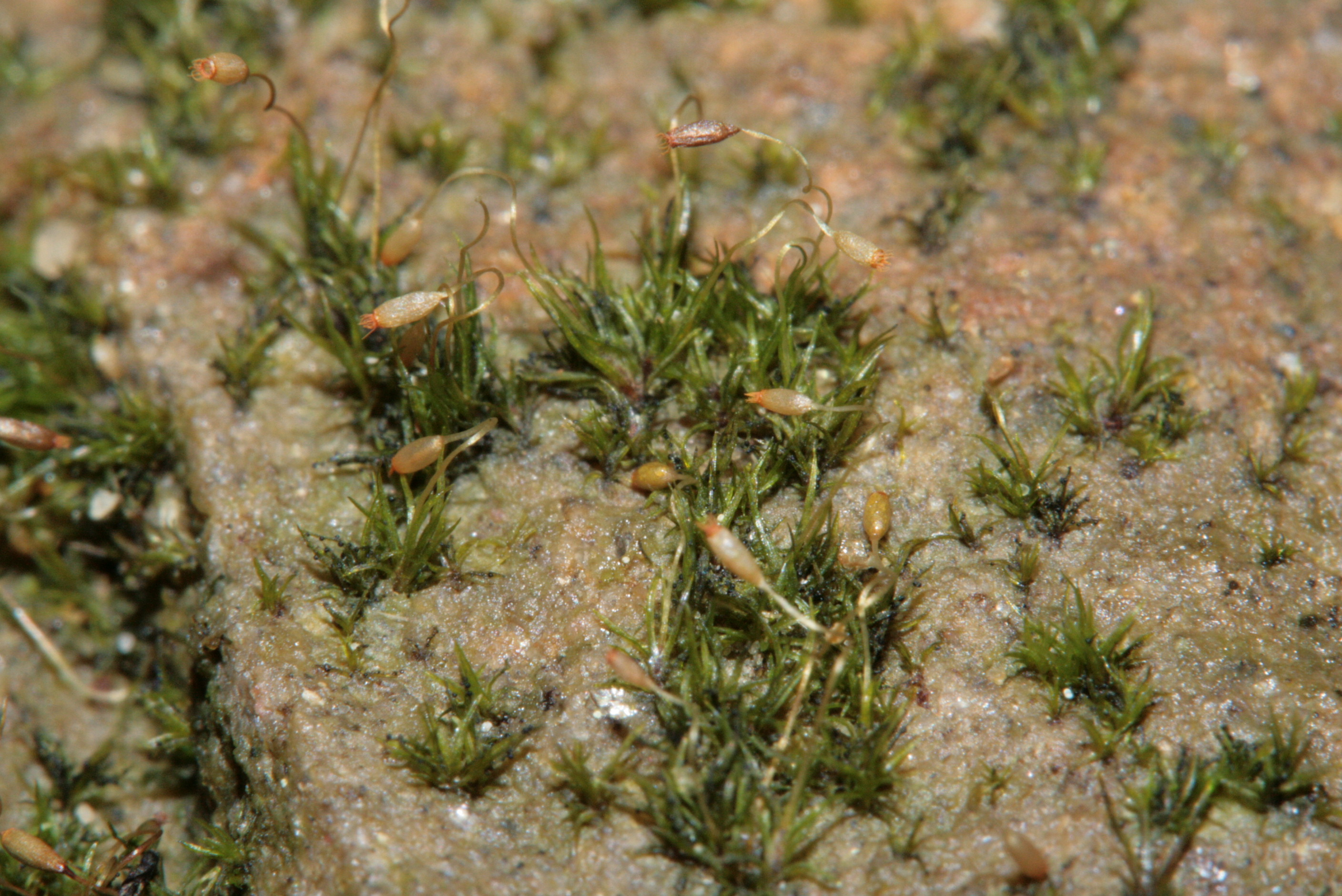
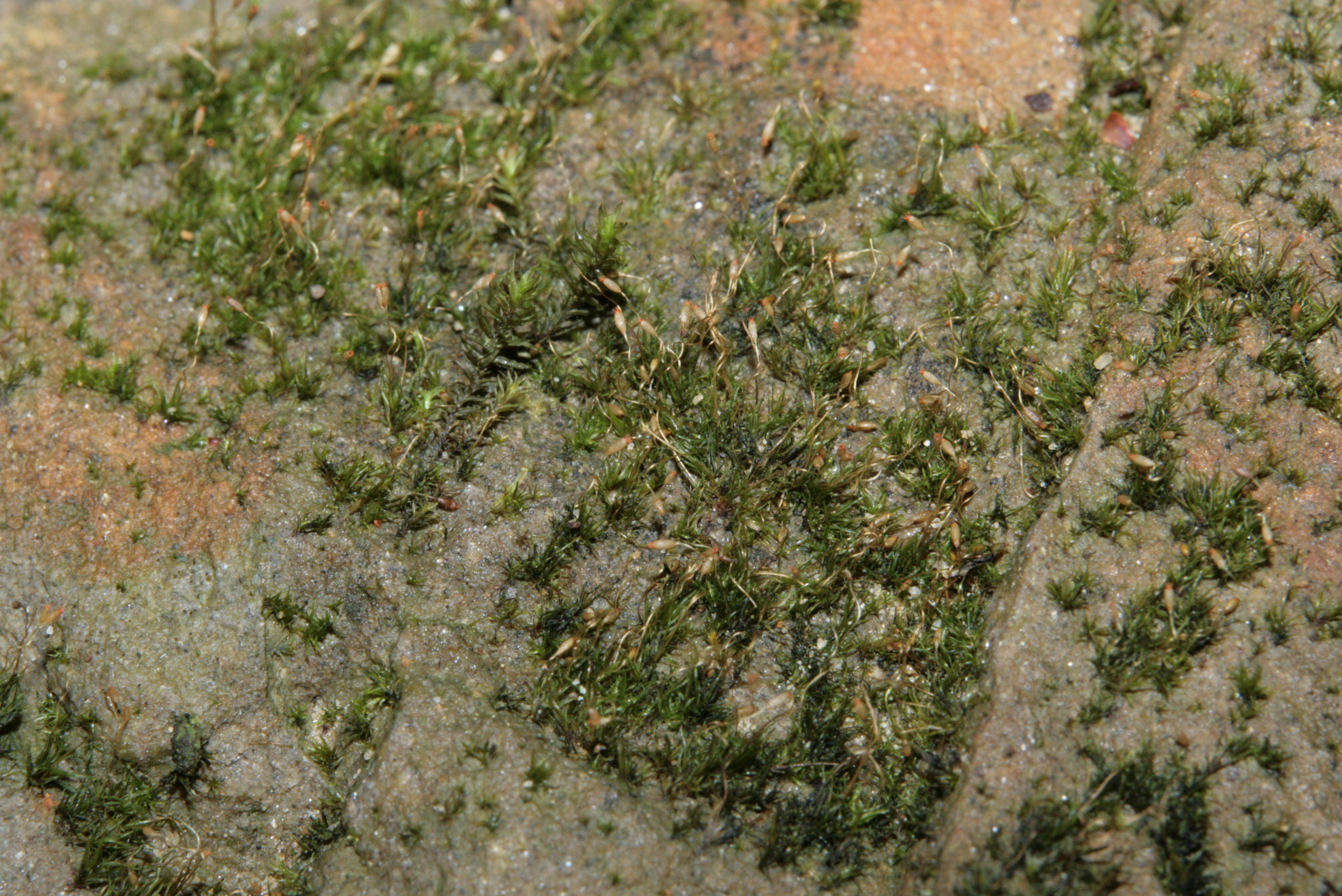
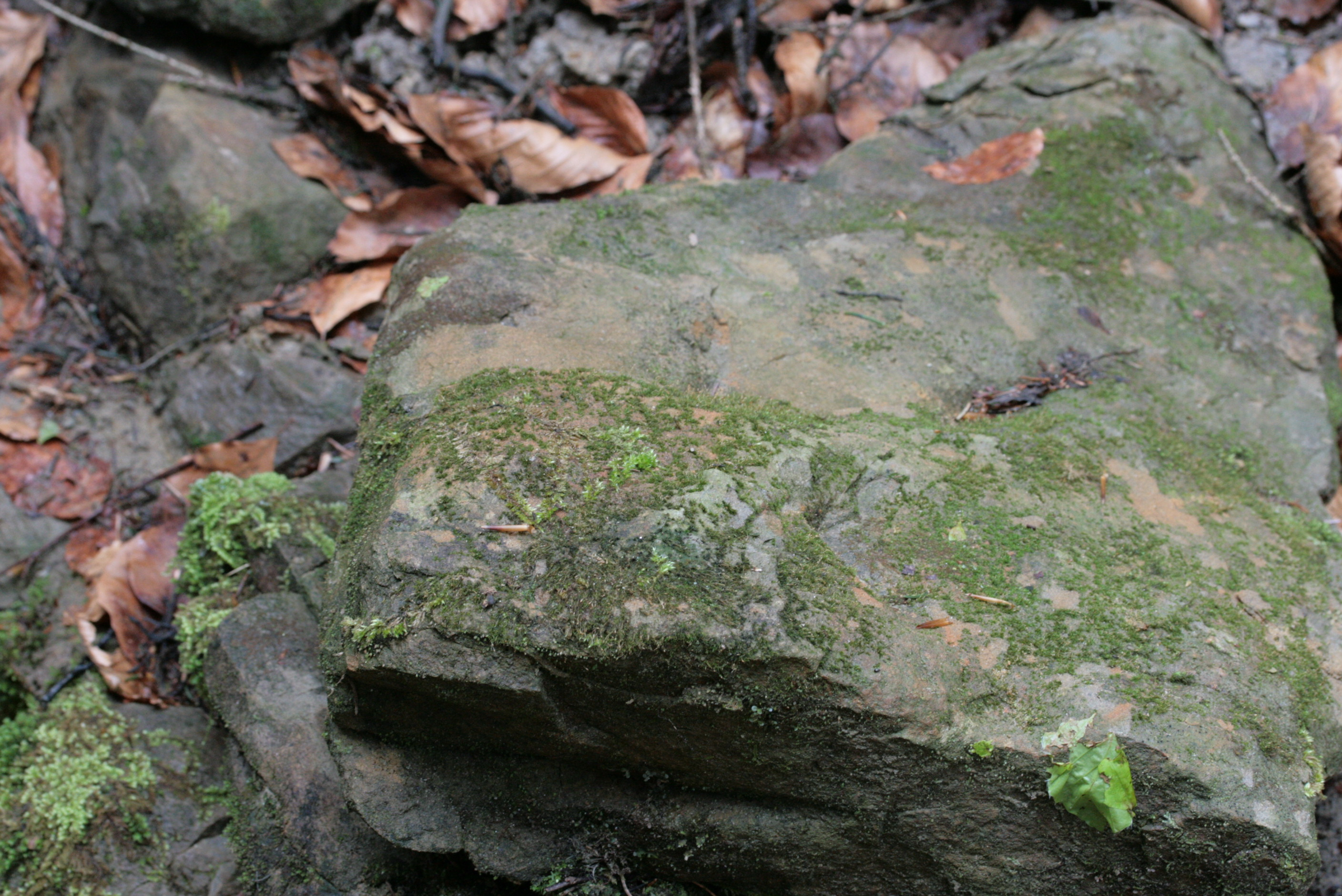